# Simeon Hamilton
Simeon (Simi) Hamilton (Aspen, 14 mei 1987) is een langlaufer. Hij vertegenwoordigde zijn vaderland op de Olympische Winterspelen 2010 in Vancouver, op de Olympische Winterspelen 2014 in Sotsji en op de Olympische Winterspelen 2018 in Pyeongchang.

## Carrière
Bij zijn wereldbekerdebuut, in februari 2010 in Canmore, scoorde Hamilton direct wereldbekerpunten. Tijdens de Olympische Winterspelen van 2010 in Vancouver eindigde de Amerikaan als 29e op de sprint en als 64e op de 15 kilometer vrije stijl, samen met Andrew Newell, Torin Koos en Garrott Kuzzy eindigde hij als dertiende op de estafette.
Op de wereldkampioenschappen langlaufen 2011 in Oslo eindigde Hamilton als 25e op de sprint en als 51e op de 15 kilometer klassiek. In december 2011 eindigde de Amerikaan voor de eerste maal in zijn carrière in de top tien van een wereldbekerwedstrijd. In Val di Fiemme nam hij deel aan de wereldkampioenschappen langlaufen 2013, op dit toernooi eindigde hij als 34e op de sprint. Op 31 december 2013 boekte Hamilton in Lenzerheide zijn eerste wereldbekerzege. Tijdens de Olympische Winterspelen van 2014 in Sotsji eindigde de Amerikaan als 27e op de sprint. Op de estafette eindigde hij samen met Andrew Newell, Erik Bjornsen en Noah Hoffmann op de elfde plaats.
Op de wereldkampioenschappen langlaufen 2015 in Falun eindigde hij als twaalfde op de sprint. Samen met Andrew Newell eindigde hij als zevende op de teamsprint, op de estafette eindigde hij samen met Erik Bjornsen, Noah Hoffmann en Kyle Bratrud op de elfde plaats. In Lahti nam Hamilton deel aan de wereldkampioenschappen langlaufen 2017. Op dit toernooi eindigde hij als 28e op de sprint. Samen met Erik Bjornsen eindigde hij als vijfde op de teamsprint, op de estafette eindigde hij samen met Kyle Bratrud, Erik Bjornsen en Tad Elliott op de tiende plaats. Tijdens de Olympische Winterspelen van 2018 in Pyeongchang eindigde de Amerikaan als twintigste op de sprint, samen met Erik Bjornsen eindigde hij als zesde op de teamsprint.
Op de wereldkampioenschappen langlaufen 2019 in Seefeld eindigde hij als negende op de sprint en als 34e op de 50 kilometer vrije stijl. Op de teamsprint eindigde hij samen met Erik Bjornsen op de achtste plaats. In Oberstdorf nam hij deel aan de wereldkampioenschappen langlaufen 2021. Op dit toernooi eindigde hij als 31e op de 15 kilometer vrije stijl. Samen met David Norris, Scott Patterson en Gus Schumacher eindigde hij als achtste op de estafette, op de teamsprint eindigde hij samen met Gus Schumacher op de veertiende plaats.

## Resultaten

### Olympische Winterspelen
| Jaar | Plaats      | Resultaten                                                               |
| ---- | ----------- | ------------------------------------------------------------------------ |
| 2010 | Vancouver   | 29e Sprint (klassieke stijl) 64e 15 km vrije stijl 13e 4×10 km estafette |
| 2014 | Sotsji      | 27e Sprint (vrije stijl) 11e 4×10 km estafette                           |
| 2018 | Pyeongchang | 20e Sprint (klassieke stijl) 6e Teamsprint (vrije stijl)                 |

### Wereldkampioenschappen
| Jaar | Plaats        | Resultaten                                                                     |
| ---- | ------------- | ------------------------------------------------------------------------------ |
| 2011 | Oslo          | 25e Sprint (klassieke stijl) 51e 15 km (klassieke stijl)                       |
| 2013 | Val di Fiemme | 34e Sprint (klassieke stijl)                                                   |
| 2015 | Falun         | 12e Sprint (klassieke stijl) 7e Teamsprint (vrije stijl) 11e 4x10 km estafette |
| 2017 | Lahti         | 28e Sprint (vrije stijl) 5e Teamsprint (klassieke stijl) 10e 4x10 km estafette |
| 2019 | Seefeld       | 9e Sprint (vrije stijl) 34e 50 km vrije stijl 8e Teamsprint (klassieke stijl)  |
| 2021 | Oberstdorf    | 31e 15 km vrije stijl 14e Teamsprint (vrije stijl) 8e 4×10 km estafette        |

### Wereldbeker
| Legenda | Legenda            |
| ------- | ------------------ |
| TdS     | Tour de Ski        |
| NO      | Nordic Opening     |
| LT      | Lillehammer Triple |
| RT      | Ruka Triple        |
| WBF     | Wereldbekerfinale  |
| STC     | Ski Tour Canada    |
| ST      | Ski Tour           |

Eindklasseringen
| Seizoen   | Algm | DI  | SP   | TdS |
| --------- | ---- | --- | ---- | --- |
| 2009/2010 | 176e | -   | 107e | -   |
| 2010/2011 | 130e | -   | 79e  | -   |
| 2011/2012 | 62e  | -   | 22e  | DNF |
| 2012/2013 | 91e  | -   | 46e  | DNF |
| 2013/2014 | 54e  | -   | 20e  | DNF |
| 2014/2015 | 63e  | 89e | 26e  | DNF |
| 2015/2016 | 32e  | -   | 10e  | DNF |
| 2016/2017 | 30e  | -   | 9e   | DNF |
| 2017/2018 | 40e  | 73e | 17e  | DNF |
| 2018/2019 | 37e  | 57e | 17e  | DNF |
| 2019/2020 | 61e  | -   | 24e  | -   |
| 2020/2021 | 51e  | -   | 14e  | DNF |

Wereldbekerzeges
| Nr. | Datum            | Plaats      | Onderdeel                |
| --- | ---------------- | ----------- | ------------------------ |
| 1.  | 31 december 2013 | Lenzerheide | Sprint (vrije stijl) TdS |

### Marathons
Marathonzeges
| Nr. | Datum            | Plaats    | Marathon      | Onderdeel                      |
| --- | ---------------- | --------- | ------------- | ------------------------------ |
| 1.  | 1 september 2018 | Snow Farm | Merino Muster | 42 km vrije stijl (massastart) |
| 2.  | 31 augustus 2019 | Snow Farm | Merino Muster | 42 km vrije stijl (massastart) |